# Villa Capo di Bove

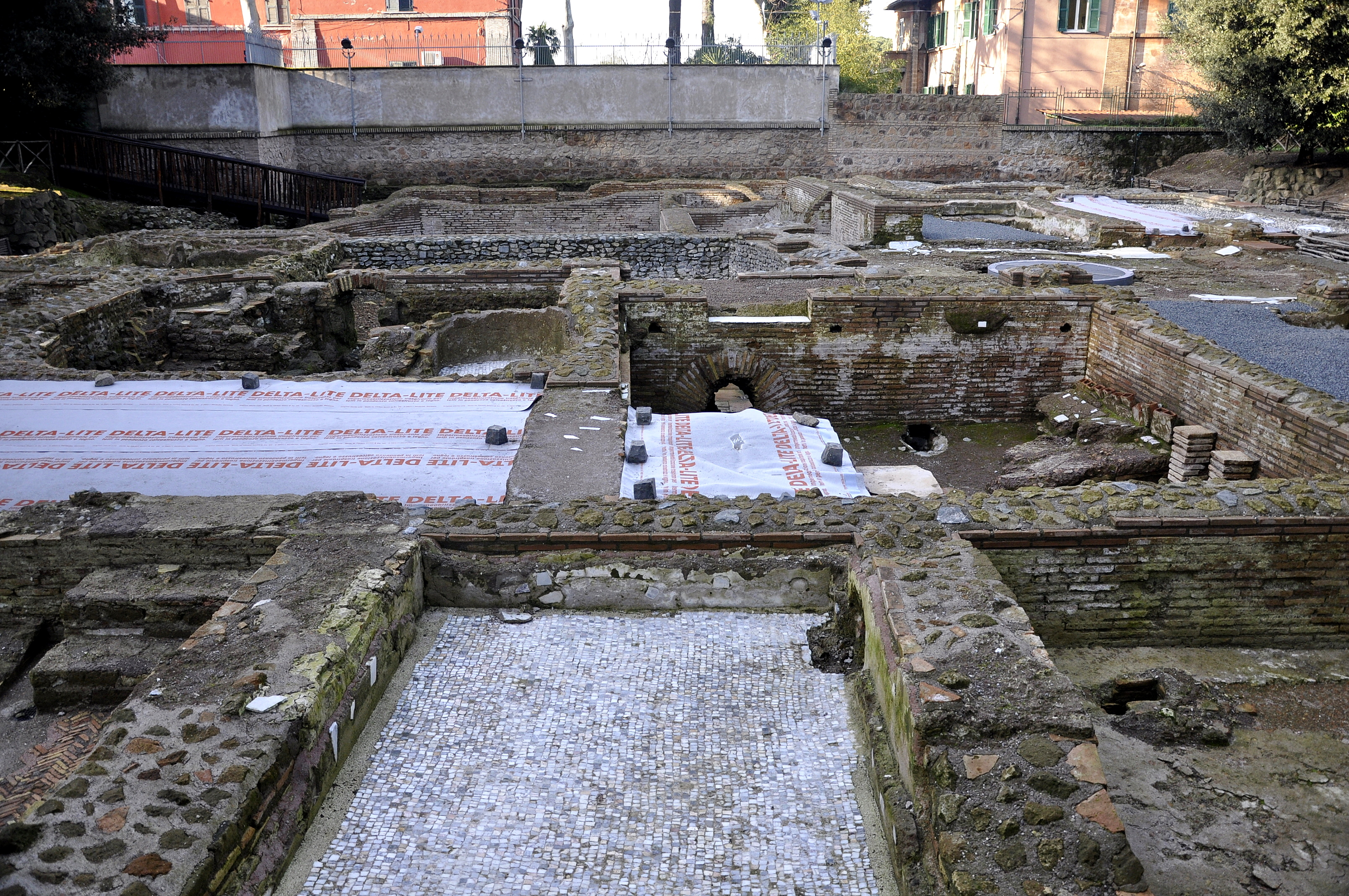
De Villa Capo di Bove

Villa Capo di Bove is een archeologische site in het zuiden van de Italiaanse hoofdstad Rome, langs de Via Appia.
Hier werden in het begin van de 21e eeuw, nadat de Italiaanse overheid het perceel in 2002 aankocht, restanten van de villa van Herodes Atticus en zijn vrouw Annia Regilla blootgelegd. Ze verbleven hier maar korte tijd en Atticus keerde, na zijn ambtsperiode als consul, met zijn vrouw en kinderen terug naar Griekenland.
De naam van de villa verwijst naar de naam die deze streek in de middeleeuwen kreeg en heeft te maken met de versieringen in de vorm van de ossenkoppen op de tombe van Caecilia Metella in de buurt. In 1302 werd het domein aangekocht door kardinaal Francesco Caetani, een neef van paus Bonifatius VIII. Tijdens de 17e eeuw was in deze buurt een hospitaal gevestigd; vanaf de 19e eeuw stond het gebied onder controle van de Sint-Paulus buiten de Muren.

## De baden
De opgravingen kunnen alle dagen gratis worden bezichtigd. Ze tonen thermische baden uit de 2e eeuw die zeker tot in de 4e eeuw werden gebruikt. Inscripties in de Griekse taal wijzen op de afkomst van Herodes Atticus. Er zijn meerdere goedbewaarde mozaïeken van hoge kwaliteit te zien. De kwaliteit van de gebruikte materialen suggereren dat de villa van alle comfort van die tijd was voorzien. De baden bestonden uit een caldarium (met heet water), een tepidarium (warm water) en een frigidarium (koud water). Water werd aangevoerd via twee grote reservoirs. Het werd verwarmd via koperen of bronzen verwarmingstoestellen in de badruimtes, die direct boven ovens (praefurnia) waren geplaatst die met hout werden gestookt. De ovens bevonden zich in ondergrondse kamers.
De hete lucht die ontstond werd via holtes (hypocaustum) onder de te verwarmen kamers geleid. Deze holtes ontstonden door het leggen van tegels van 60 bij 60 cm op pijlers (pilae) van bakstenen. Deze tegels werden bedekt met marmer. Ruimtes die extra verwarming nodig hadden werden voorzien van smalle buizen (tubuli) die in de muren werden verwerkt. Ze werden bedekt met marmer of beschilderd pleisterwerk. Verder was er een sauna (laconicum) en een massageruimte (sudatio) aanwezig. Men ontdekte ook een complex rioleringssysteem om overtollig of vervuild water af te voeren.
Op de site was er ook een boerderij die door latere eigenaars werd omgevormd tot een villa. Ook hier zijn bouwelementen uit de Romeinse tijd terug te vinden.

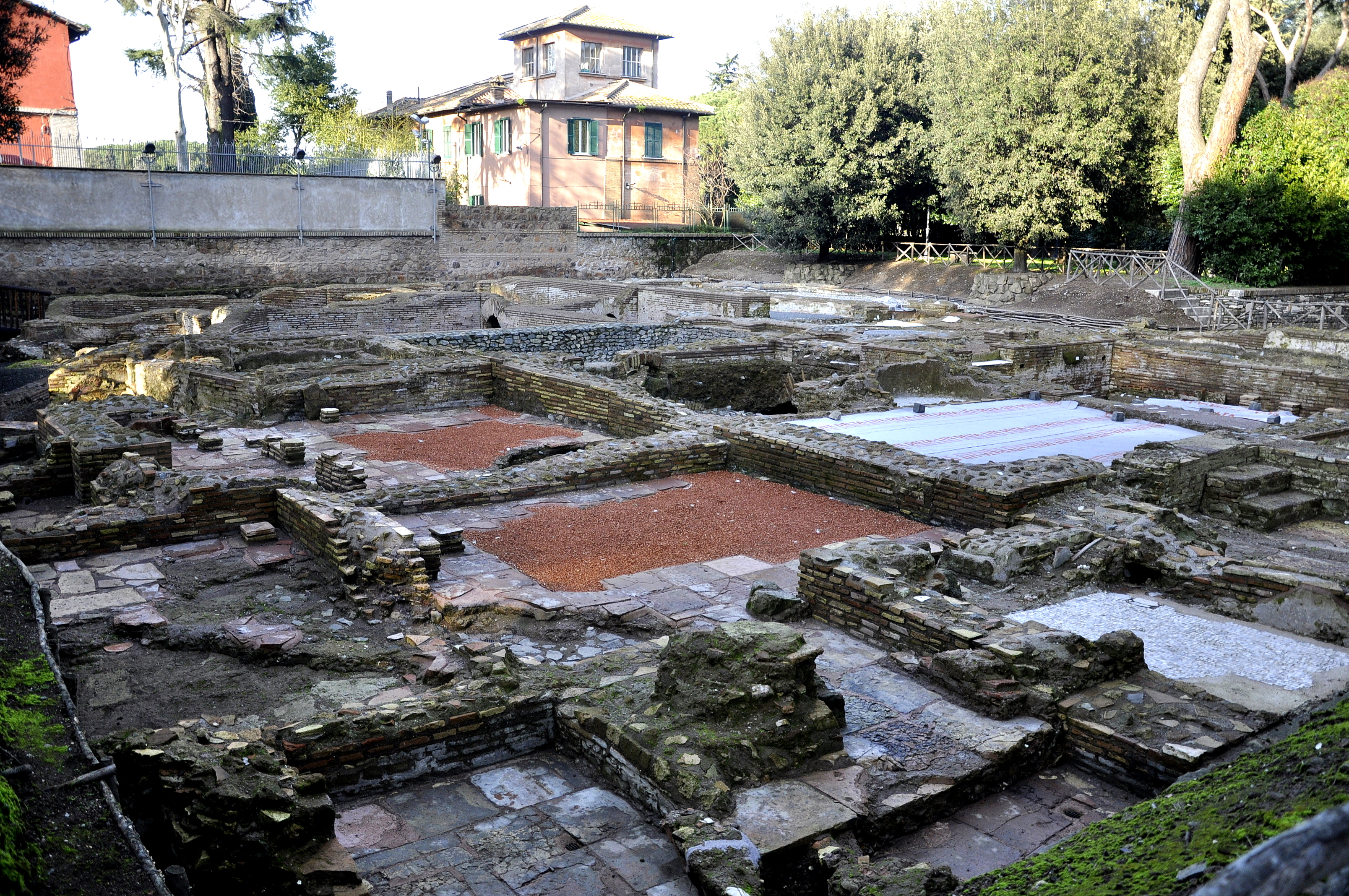
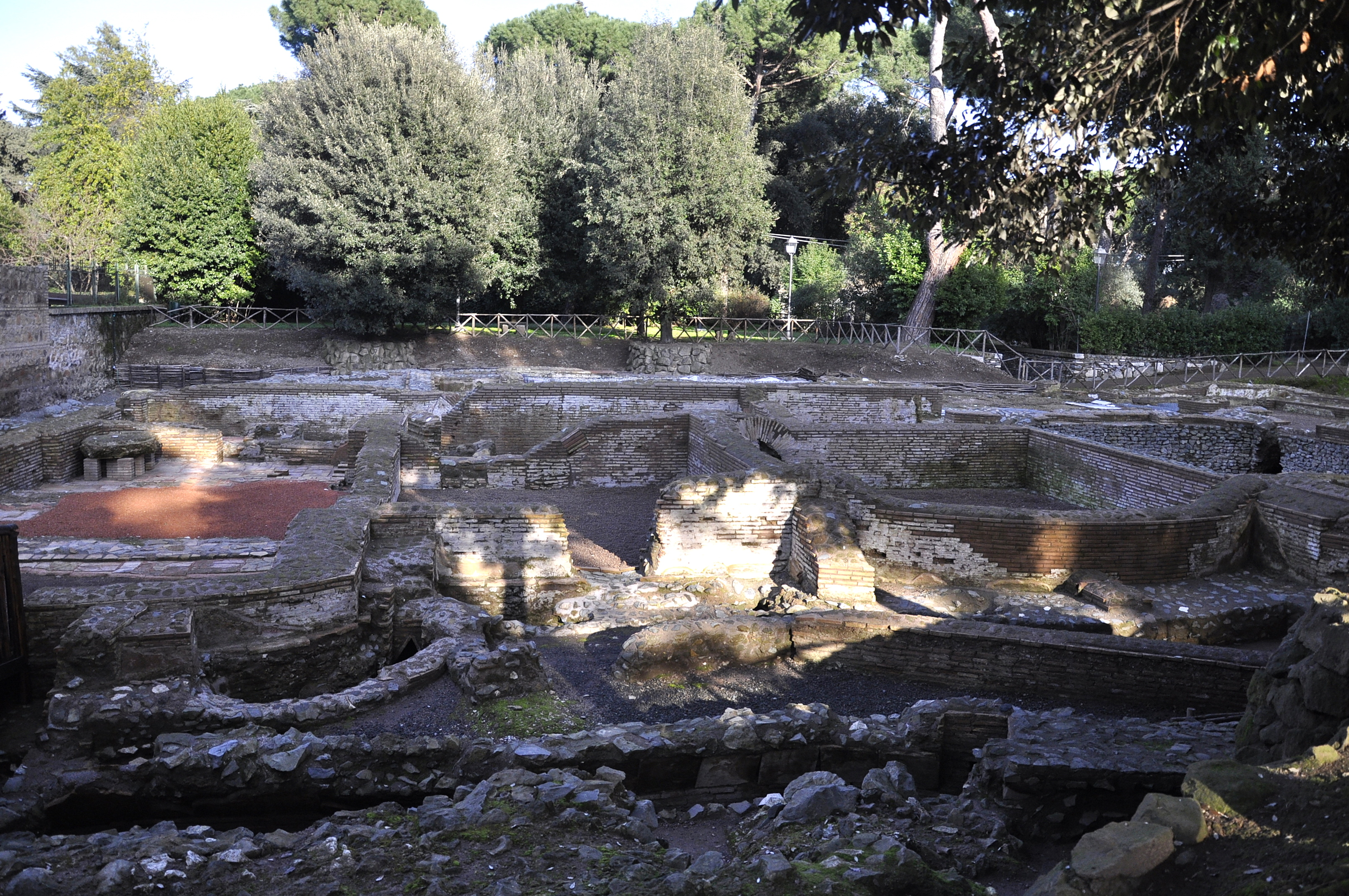
Links het caldarium (met rode vloer)